# Nicklas Bärkroth
Niklas Bärkroth (Gotemburgo, Suecia, 19 de enero de 1992) es un futbolista sueco. Juega como delantero y su club actual es el Djurgårdens IF de la Allsvenskan de Suecia.

## Trayectoria
Se convirtió en el jugador más joven en jugar en la Allsvenskan, con 15 años, 7 meses y 14 días. Su debut se produjo el 2 de septiembre de 2007, cuando jugó con el IFK Göteborg contra el IF Brommapojkarna. Hasta ese momento, el jugador más joven en haber debutado en la máxima competición futbolística sueca era Peter Dahlqvist, que debutó con 15 años, 9 meses y 5 días con el Örgryte IS en 1971, contra el IFK Norrköping. Estos son los dos únicos jugadores que han debutado con 15 años en la historia de la Allsvenskan.
Su padre, Robert Bengtsson-Bärkroth, también fue futbolista y jugó 239 partidos en la Allsvenskan con el Västra Frölunda IF y el Örgryte IS.
El 23 de julio de 2008 debutó en la Liga de Campeones de la UEFA y marcó 2 goles en la victoria del IFK Göteborg contra la Società Sportiva Murata por 4-0, anotando ambos en la vuelta de la primera ronda previa, saliendo de suplente en la segunda parte.

## Selección nacional
Ha sido internacional con la selección de fútbol de Suecia en categorías inferiores, como la sub-15, sub-17 y sub-19, y absoluta.

## Clubes
| Club                       | País     | Año       |
| -------------------------- | -------- | --------- |
| IFK Göteborg               | Suecia   | 2007-2013 |
| IF Brommapojkarna (cedido) | Suecia   | 2011      |
| União Leiria (cedido)      | Portugal | 2012      |
| IFK Norrköping             | Suecia   | 2013-2014 |
| IF Brommapojkarna          | Suecia   | 2015-2017 |
| Lech Poznań                | Polonia  | 2017-2018 |
| Djurgårdens IF             | Suecia   | 2018-     |

## Palmarés

### Títulos nacionales
| Título              | Club           | País   | Año  |
| ------------------- | -------------- | ------ | ---- |
| Allsvenskan         | IFK Norrköping | Suecia | 2015 |
| Supercopa de Suecia | IFK Norrköping | Suecia | 2015 |
| Allsvenskan         | Djurgårdens IF | Suecia | 2019 |